# Stormyror
Stormyror (Formica), även kallade Stackmyror, är ett släkte i underfamiljen Formicinae inom familjen myror. Formica är typsläkte för myrfamiljen och släktets typart är röd skogsmyra (Formica rufa).

## Beskrivning
Arterna är stora; arbetarna är mellan 4 och 8 mm, medan könsdjuren (drottningarna och hanarna) är mellan 5 och 13 mm, alla beroende på art. Färgen hos honorna (drottningar och arbetare) varierar från svart till ljusbrunt, hos hanarna från svart till mörkbrunt. Som det alternativa trivialnamnet (stackmyror) antyder, bygger många arter stackar.

## Ekologi
De olika arterna finns från subarktiska till varmtempererade miljöer. I Amerika kan den även finnas i alpina områden i tropikerna, söderut till Honduras.
Släktets medlemmar är allätare, som kan äta leddjur och mera sällan maskar, honungsdagg och nektar från blommor.

## Utbredning
I hela världen finns omkring 160 arter, utbredda i Palearktis och Nearktis. I Norden finns 23 arter.

## Artlista
- Formica abdominalis
- Formica accreta
- Formica acuminata
- Formica adamsi
- Formica adelungi
- Formica aegyptiaca
- Formica aemula
- Formica aequalis
- Formica aerata
- Formica affinis
- Formica albipennis
- Formica alsatica
- Formica altipetens
- Formica amyoti
- Formica antiqua
- Formica approximans
- Nordskogsmyra (Formica aquilonia)
- Formica arcana
- Formica archboldi
- Formica arenicola
- Formica argentea
- Formica aserva
- Formica atavina
- Formica aterrima
- Formica atra
- Formica auxillacensis
- Formica balcanica
- Formica baltica
- Formica bauckhorni
- Formica beijingensis
- Formica bicolor
- Formica bradleyi
- Formica browni
- Formica bruni
- Formica brunneonitida
- Formica buphthalma
- Formica californica
- Formica calviceps
- Formica canadensis
- Formica candida
- Formica cantalica
- Formica capito
- Formica chufejif
- Formica ciliata
- Gråmyra (Formica cinerea)
- Formica cinereofusca
- Större slavmyra (Formica clara)
- Formica clymene
- Formica cockerelli
- Formica coloradensis
- Formica comata
- Formica conica
- Formica connecticutensis
- Formica creightoni
- Formica criniventris
- Brun slavmyra (Formica cunicularia)
- Formica curiosa
- Formica dakotensis
- Formica decipiens
- Formica demersa
- Formica densiventris
- Formica didyma
- Formica difficilis
- Formica dirksi
- Formica dislocata
- Formica dlusskyi
- Formica dusmeti
- Formica elevata
- Formica elongata
- Formica emeryi
- Formica eoptera
- Hårig hedmyra (Formica exsecta)
- Formica exsectoides
- Formica fatale
- Smalhuvad hedmyra (Formica fennica)
- Formica ferocula
- Formica flori
- Formica foetens
- Matt hedmyra (Formica foreli)
- Formica foreliana
- Mindre hedmyra (Formica forsslundi)
- Formica fossaceps
- Formica fossilabris
- Formica fragilis
- Formica francoeuri
- Formica fukaii
- Formica fuliginothorax
- Svart slavmyra (Formica fusca)
- Formica fuscescens
- Formica fuscicauda
- Formica gagates
- Fjällmyra (Formica gagatoides)
- Formica gerardi
- Formica gibbosa
- Formica glabra
- Formica glacialis
- Formica globiventris
- Formica gnava
- Formica goesswaldi
- Formica gracilis
- Formica grandis
- Formica gravelyi
- Formica gravida
- Formica gynocrates
- Formica heteroptera
- Formica hewitti
- Formica hirta
- Formica horrida
- Formica imitans
- Formica immersa
- Formica impexa
- Formica incisa
- Formica indianensis
- Formica inequalis
- Formica insultans
- Formica integra
- Formica integroides
- Formica japonica
- Formica knighti
- Formica kollari
- Formica kozlovi
- Formica kupyanskayae
- Formica laeviceps
- Formica lasioides
- Formica latinodosa
- Formica lavateri
- Formica lefrancoisi
- Nordslavmyra (Formica lemani)
- Formica lepida
- Formica limata
- Formica lincecumii
- Formica longicollis
- Formica longipilosa
- Formica longiventris
- Formica lucida
- Hårig skogsmyra (Formica lugubris)
- Formica lusatica
- Formica lutea
- Formica luteola
- Formica macrocephala
- Formica macrognatha
- Formica macrophthalma
- Formica maculata
- Formica maculipennis
- Formica malabarica
- Formica maligna
- Formica manni
- Formica martynovi
- Formica maxillosa
- Formica melanophthalma
- Formica melanopis
- Formica microgyna
- Formica microphthalma
- Formica minuta
- Formica moki
- Formica molestans
- Formica montana
- Formica morsei
- Formica mucescens
- Formica naefi
- Formica nana
- Formica neoclara
- Formica neogagates
- Formica neorufibarbis
- Formica nepticula
- Formica nevadensis
- Formica nigra
- Formica nigropratensis
- Formica nitida
- Formica nitidiventris
- Formica nortonii
- Formica novaeanglae
- Formica oblita
- Formica obscuripes
- Formica obscuriventris
- Formica obsidiana
- Formica obsoleta
- Formica obtecta
- Formica obtusopilosa
- Formica obvoluta
- Formica occidentalis
- Formica occulta
- Formica ocella
- Formica oculata
- Formica omnivora
- Formica opaciventris
- Formica ophthalmica
- Formica orbata
- Formica oreas
- Formica oregonensis
- Formica ovata
- Formica pachucana
- Formica pacifica
- Formica pallidefulva
- Formica pallidelutea
- Formica pallipes
- Formica parvula
- Formica pergandei
- Formica perpilosa
- Formica phaethusa
- Formica phyllophila
- Vitmossmyra (Formica picea)
- Formica picipes
- Formica pisarskii
- Formica pitoni
- Formica planipilis
- Formica podzolica
- Formica politurata
- Kal skogsmyra (Formica polyctena)
- Formica postoculata
- Ängsmyra (Formica pratensis)
- Blank hedmyra (Formica pressilabris)
- Formica primitiva
- Formica primordialis
- Formica procera
- Formica prociliata
- Formica propatula
- Formica propinqua
- Formica puberula
- Formica pulchella
- Formica pulla
- Formica pumila
- Formica pyrenaea
- Formica quadrata
- Formica quadrinotata
- Formica querquetulana
- Formica ravida
- Formica rediana
- Formica reflexa
- Formica retecta
- Formica robusta
- Formica rostrata
- Formica rubescens
- Formica rubicunda
- Röd skogsmyra (Formica rufa)
- Röd slavmyra (Formica rufibarbis)
- Formica ruficeps
- Formica ruficornis
- Formica rufolucida
- Formica rufomaculata
- Formica rupestris
- Formica saccharivora
- Blodröd rövarmyra (Formica sanguinea)
- Formica saxicola
- Formica schardj
- Formica schaufussi
- Formica scitula
- Formica selysi
- Formica sentschuensis
- Formica sepulta
- Formica serresi
- Formica seuberti
- Formica siamicarubra
- Formica sibylla
- Formica sinae
- Formica sinensis
- Formica spatulata
- Formica strangulata
- Formica strenua
- Formica subaenescens
- Formica subcyanea
- Formica subelongata
- Formica subintegra
- Formica subnitens
- Formica subpicea
- Formica subpilosa
- Formica subpolita
- Formica subrufa
- Formica subsericea
- Formica subspinosa
- Ljus hedmyra (Formica suecica)
- Formica surinamensis
- Formica talbotae
- Formica tenuissima
- Formica testacea
- Formica testaceipes
- Formica thoracica
- Formica tomentosa
- Formica torrentium
- Formica transkaukasica
- Formica transmontanis
- Formica triangularis
- Formica trigona
- Formica tripartita
- Stubbmyra (Formica truncorum)
- Formica ulkei
- Formica ungeri
- Uralmyra (Formica uralensis)
- Formica vagans
- Formica venosa
- Formica vinculans
- Formica virginiana
- Formica wongi
- Formica xerophila
- Formica yessensis
- Formica yoshiokae

## Bildgalleri

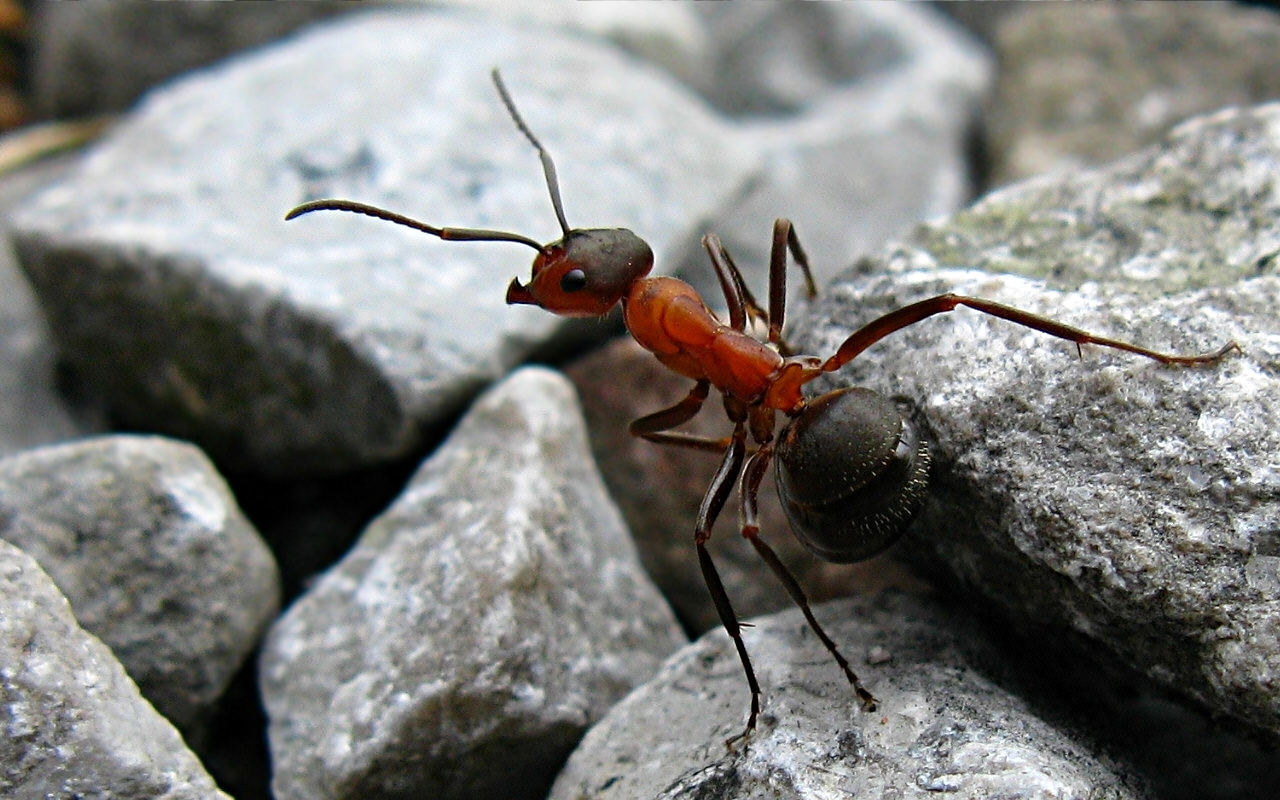
Röd skogsmyra.
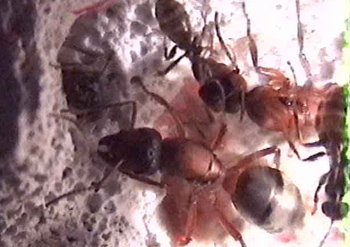
Blodröd rövarmyra.
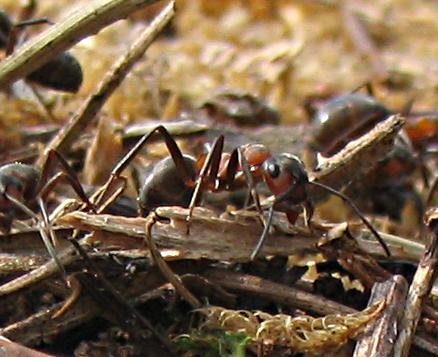
Kal skogsmyra.
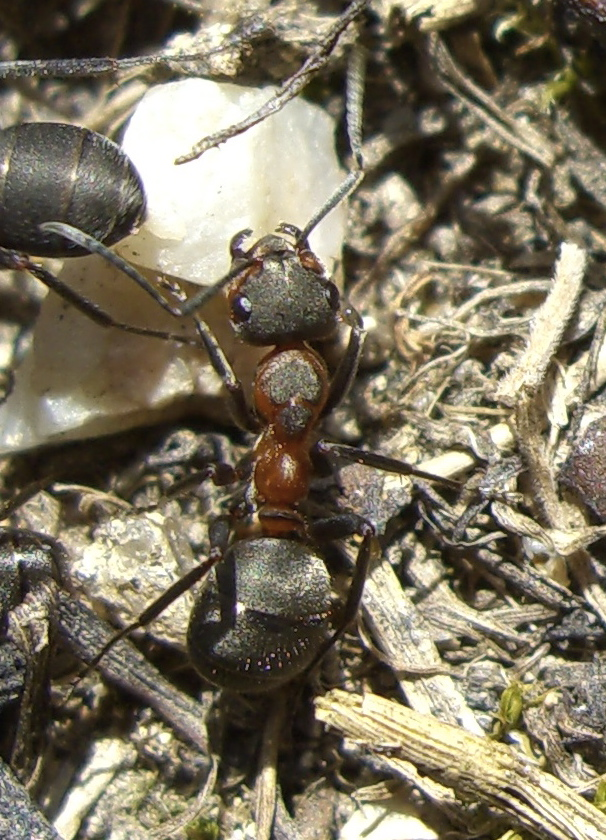
Ängsmyra.
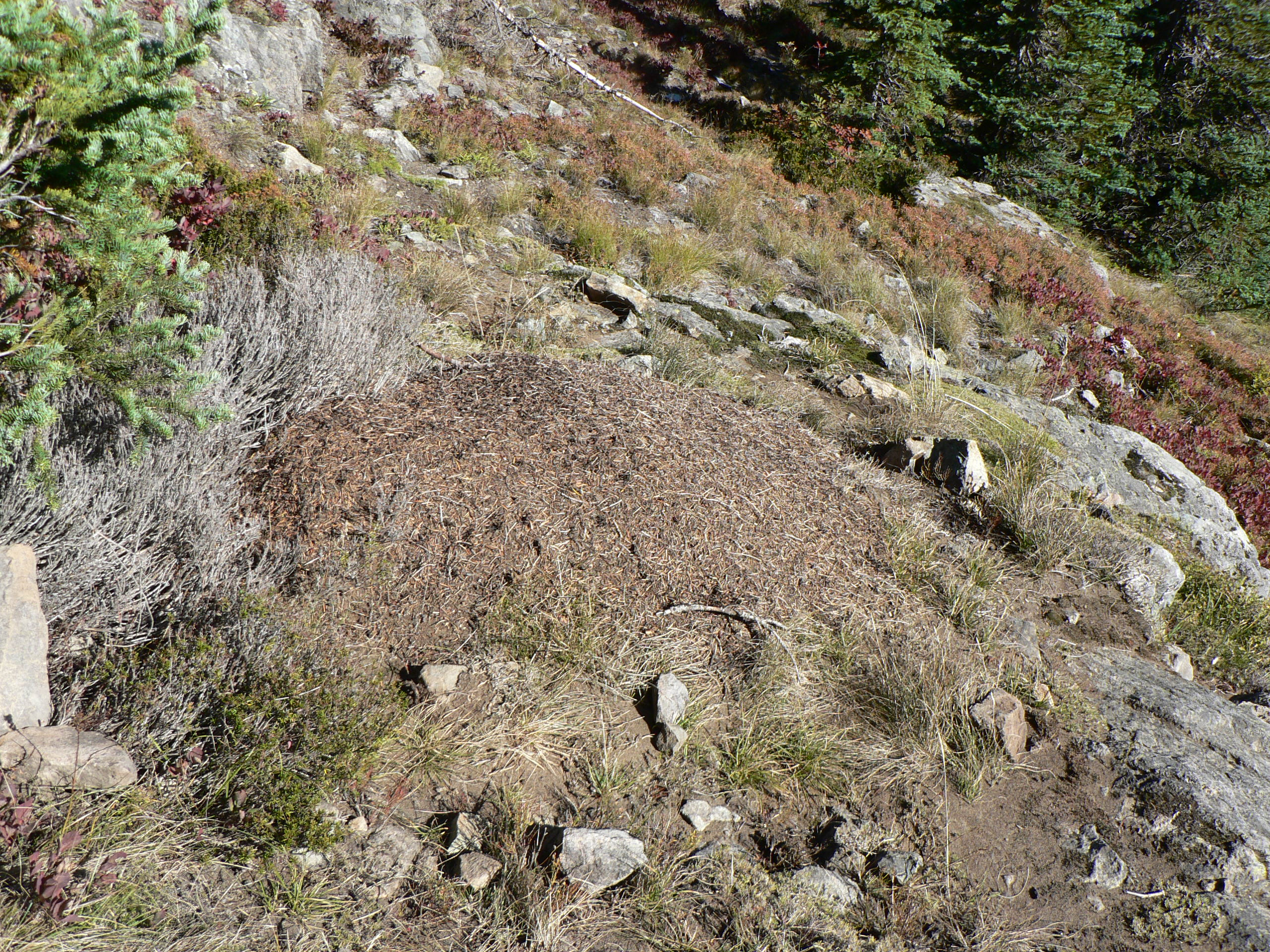
Myrstack för Formica obscuripes.
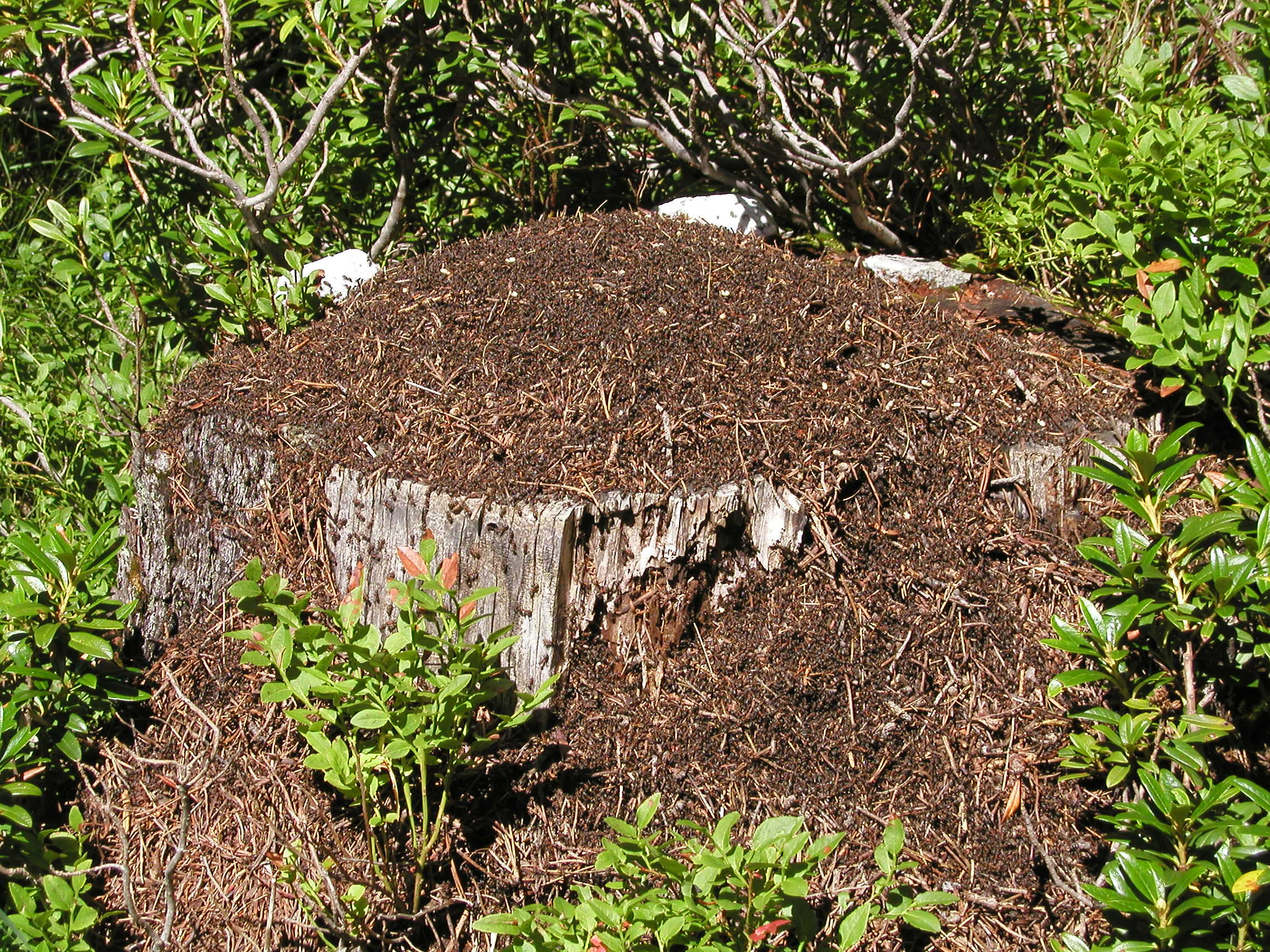
Myrstack täckt av arbetare.